# Kleisthenes (född 570 f.Kr.)
Kleisthenes (grekiska Κλεισθένης), född cirka 570 f.Kr., död 507 f.Kr., son till den sikyonske Kleisthenes dotter Agariste, var en atensk statsman som är mest känd för att ha introducerat den atenska demokratin. Han reformerade det politiska systemet genom att dela in Aten i tio deme (små kommuner) och varje sådan hade 50 representanter i boule (parlamentet). Viktiga principer för Kleisthenes system var isonomia (likhet inför lagen) och isegoria (yttrandefrihet). Han införde även ostracismen. Kleisthenes reformer begränsade aristokratins inflytande vilket gjorde att han fick många fiender i oligarkin.